# 塩を運ぶろば
「塩を運ぶろば」（しおをはこぶろば）は、イソップ寓話の一篇。ペリー・インデックス180番。

## ギリシア語散文版
もっとも古いアウグスブルク校訂本に見られる物語は以下のようなものである。この話ではロバは溺死しているが、後世の物語ではロバは死なないことが多い。
塩を大量にかついだロバが足をすべらせて川に落ちたが、水に漬かった塩が溶けだしたために荷物が軽くなり、ロバは喜んだ。同じロバが次に海綿を大量にかつがされたとき、前とおなじように荷物を軽くしようとしてわざと足をすべらせたが、海綿が水を吸ったためにかえって重くなり、そのまま溺れてしまった。自ら窮地に飛びこむ人がいるという教訓がつけられている。

## バブリオス版
1世紀のバブリオスによるギリシア語韻文『イソップ風寓話集』111番の話は散文版とはかなり異なっている。
商人が海岸で塩を安く仕入れ、ロバに乗せて持ち帰って売ろうとしたが、ロバはつまづいて川にはいってしまった。塩が水に溶けて荷物が軽くなったのでロバは喜んだ。次に塩を運んだとき、ロバはわざと川にはいって荷物を軽くした。ロバのやっていることを知った商人は塩の商売をやめて今度は海綿を海岸からロバに乗せて運んだ。ロバは前のように川にはいったが、海綿が水を吸って荷物の重さが2倍になってしまったとする。

## プルタルコスとアイリアノス
アイリアノス『動物の特性について』7.42(7.38)ではこの話をタレスに関する逸話としてあげている。ここではロバではなくラバが塩を運ぶが、タレスの助言によってラバ飼いは塩にかえて海綿と毛織物をラバに運ばせる。ひどい目にあったラバはその後荷物をちゃんと運ぶようになった。プルタルコス『動物の賢さについて』（『モラリア』第12巻）にも同じ話が見える。

## ラ・フォンテーヌ版
17世紀のラ・フォンテーヌの寓話詩では2巻の第10話「海綿を運ぶロバと塩を運ぶロバ」 (fr:L'Âne chargé d'éponges et l'Âne chargé de sel) の題で載せられているが、ここではロバ飼いが2頭のロバを連れ、1頭が海綿を、もう1頭が塩を運んでいた。塩をかついでいた方が川にはいったが、荷物が水に溶けて軽くなって逃げた。もう1頭はそれを真似ようとしたが海綿が水を吸い、上に乗ったロバ飼いともども溺れそうになったとする。教訓として「すべての人が同じように行動すべきではない」と言う。

## 日本での伝承
トマス・ジェームズの寓話集に収録された話(The Ass Carrying Salt)は基本的にバブリオスに従い、すべての場合に同じ方法でうまくいくとは限らない、という教訓を加えている。ジェームズの版は渡部温『通俗伊蘇普物語』巻3に「第百十六 塩を背負た驢馬の話」として日本語訳されている。
この話は1887年の文部省編『尋常小学読本』巻3（二年生用）に「ほねをしみせし馬の話」と題して載せられている。基本的な話は『通俗伊蘇普物語』と同様だが、ロバを馬に、海綿を草鞋に変えてある。1903年の第一期国定教科書の国語読本でも同様の変更が加えられている。
テレビアニメ『まんがイソップ物語』の33話「まぬけなロバ」は、前半が「神像を運ぶろば（ペリー・インデックス182番）」、後半が「塩を運ぶろば」の話から取られている。